# Пјер Далем
Пјер Антоан Анри Жозеф Далем (Лијеж, 16. март 1912. – 22. фебруар 1993) био је белгијски фудбалер.

## Каријера
Као везиста у Стандарду из Лијежа, Далем је одиграо 162 утакмице и постигао 5 голова у Првој лиги Белгије. Био је репрезентативац Белгије од 1935. до 1939. године, и одиграо је 23 утакмице за „Црвене ђаволе”.